# Pueblo abgal
El  pueblo abgal o abgaal (somalí: abgaal, árabe: أبغال) es un subclan numeroso de los hawiye perteneciente a la etnia somalí. Tradicionalmente habitaron el franja meridional de Somalia, especialmente en Mogadiscio, a la que consideran su tierra natal. A lo largo de la historia desarrollaron una agricultura de subsistencia, explotaron la pesca y ejercieron una ganadería trashumante. La mayoría de los abgal son musulmanes Varios líderes, presidentes y primeros ministros de Somalia pertenecieron al grupo.

## Etimología

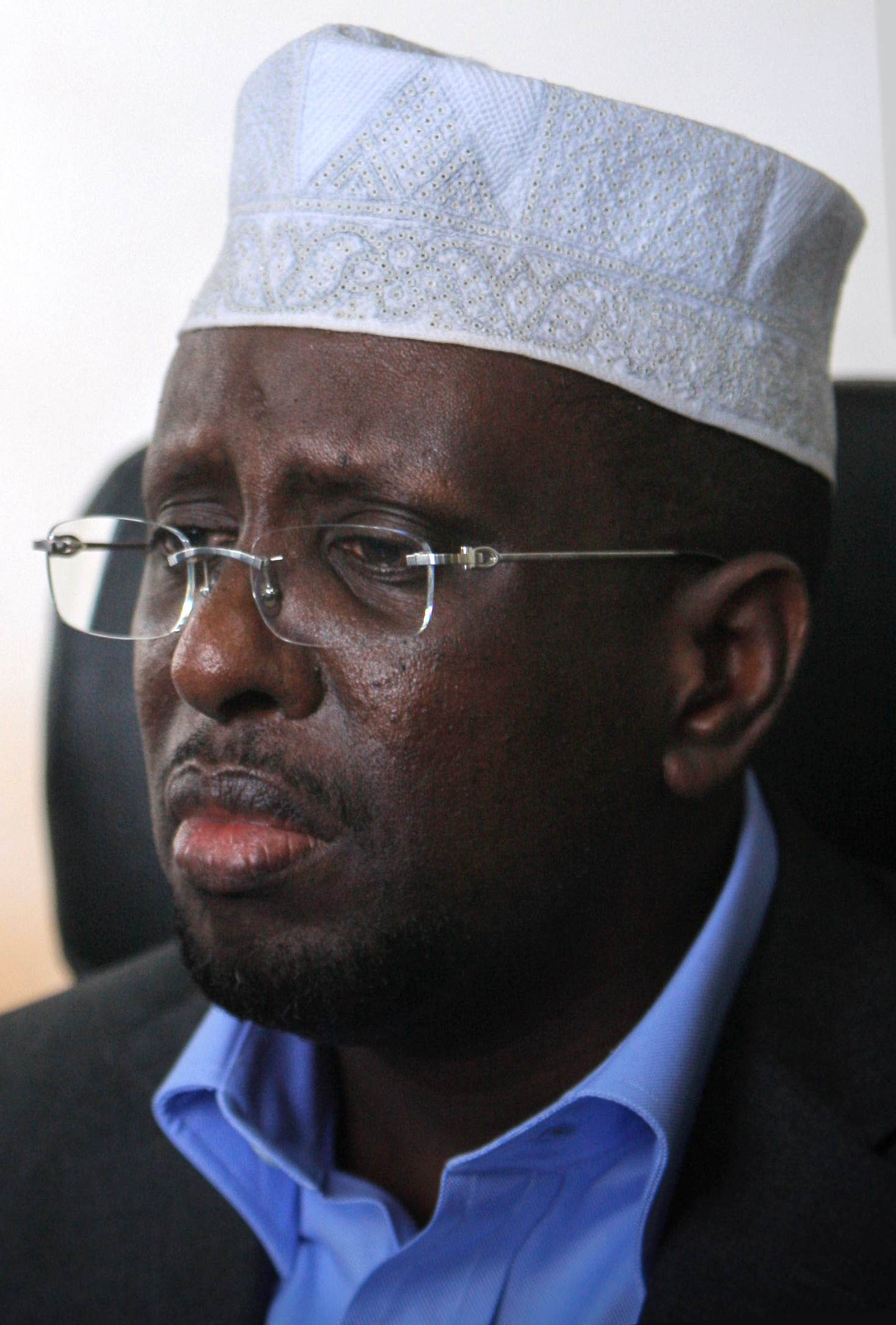
Presidente somalí Sheik Sharif, perteneciente al clan abgal

El nobre abgaal tendría origen en la unión de las palabras abkäy (abuelo) y gel (camello). Es la teoría del erudito italiano Enrico Cerulli, quien la obtuvo de una narración tradicional de los abgal.

## Idioma
Hablan somalí, integrado al tronco lingüístico semita-cusita que los relaciona con el pueblo oromo y el pueblo afar.

## Sociedad
La estructura básica es el rer, como en toda la etnia somalí. Consta de un grupo de familias que proclaman un ascendente común como línea de parentesco agnaticio. Es una unión basada en la lealtad donde el clan es el mayor referente para  la vida en todos los aspectos: economía, sociedad y política.

## Economía tradicional
Además de la agricultura de subsistencia desarrollaron plantaciones de algodón y plátanos. Explotaron la pesca y desarrollaron una ganadería trashumante bovina y caprina. El camello ocupa un lugar central en la economía y la cultura del subclan abgal, al igual que en toda la tradición somalí meridional.

## Religión
Se estima que la conversión masiva al islam comenzó entre los siglos XIII y XIV cuando grupos árabes yemenitas cruzaron el mar Rojo. Mayoritariamente son sunitas de la escuela de Shafi’i.

## Personalidades
- Sharif Sheid Ahmed, expresidente de Somalía (2009-2012)
- Hassan Sheikh Mohamud,  expresidente de Somalía (2012-2017).
- Nur Hassan Hussein, ex primer ministro del Gobierno Federal de Transición (2007-2009).
- Ali Mohammed Ghedi, ex primer ministro del Gobierno Federal de Transición (2004-2007).
- Ali Mahdi Mohamed, expresidente de Somalía (1991-1997)
- Ayub Daud, futbolista profesional.